# Chavanges
Chavanges je francouzská obec v departementu Aube v regionu Grand Est. V roce 2009 zde žilo 665 obyvatel.